# San Marino na Zimowych Igrzyskach Olimpijskich Młodzieży 2012
San Marino na Zimowych Igrzyskach Olimpijskich Młodzieży 2012, które odbywały się w Innsbrucku reprezentował 1 zawodnik.

## Skład reprezentacji San Marino

### Narciarstwo alpejskie
Chłopcy
| Zawodnik                   | Konkurencja   | Wyniki  | Wyniki       | Wyniki       | Wyniki       |
| Zawodnik                   | Konkurencja   | Runda 1 | Runda 2      | Razem        | Miejsce      |
| -------------------------- | ------------- | ------- | ------------ | ------------ | ------------ |
| Romano Vincenzo Michelotti | Slalom        | 48.67   | Nie ukończył | Nie ukończył | Nie ukończył |
| Romano Vincenzo Michelotti | Slalom gigant | 1:11.34 | 1:01.44      | 2:12.78      | 36.          |